# Prigioniero di coscienza
Prigioniero di coscienza è un termine coniato dall'organizzazione internazionale Amnesty International che si batte in difesa dei diritti umani. Il termine si riferisce a chiunque venga imprigionato in base ad alcune caratteristiche: razza, religione, colore della pelle, lingua, orientamento sessuale e credo politico, il tutto senza aver usato o invocato l'uso della violenza.
Dalla sua fondazione nel 1961, Amnesty International, come attività principale fin dal suo inizio, ha esercitato pressioni e organizzato campagne per il rilascio di persone private della libertà per motivi di "coscienza".

## Definizione
Fu Peter Benenson, fondatore di Amnesty Internationale, nell'articolo "The Forgotten Prisoners", pubblicato da The Observer il 28 maggio 1961, a lanciare la campagna "Appeal for Amnesty 1961", e, in quel frangente, a definire per primo il termine "prigioniero di coscienza".
Amnesty International ha successivamente cambiato la definizione originale di Benenson:
Ciò ha potuto ad esempio causare la revoca (temporanea) dello status di "Prigioniero di coscienza" al dissidente russo Aleksej Naval'nyj nel febbraio 2021, a causa dei commenti che aveva fatto contro i migranti e altri come i ceceni 14 anni prima, che Amnesty International ha considerato come "incitamento all'odio". In seguito lo status è stato restituito, viste le parole di scusa che Naval'nyj aveva pronunciato anni dopo e il mutamento delle sue posizioni politiche.